# سوزان هدسون
سوزان هدسون هي فنانة كندية، ولدت في 1941.